# Altavoz de dos vías
El altavoz de dos vías es un tipo de sistema de reproducción de sonido. Es un sistema con dos altavoces diferenciados que se monta dentro de la misma caja acústica: 
- Un tweeter: Altavoz de menor tamaño (generalmente un altavoz electrostático o de condensador), especializado en altas frecuencias (3 a 20 kHz). Es decir, optimizado para reproducir los agudos.
- Un woofer: Altavoz de mayor tamaño (generalmente un altavoz dinámico o de bobina móvil), especializado en bajas y medias frecuencias (30 a 1000 Hz). Es decir, optimizado para reproducir los tonos graves y medios.

En un altavoz activo se aplican filtros activos antes de amplificar la señal de audio, a fin de dividir las frecuencias en determinados intervalos para ser aplicadas al cono del altavoz apropiado. También se utilizan filtros de cruce pasivos (crossover) situados en la propia caja del altavoz, en este caso trabajan sobre la señal amplificada. También puede hacerse uso de filtros digitales tales como los IIR o FIR.

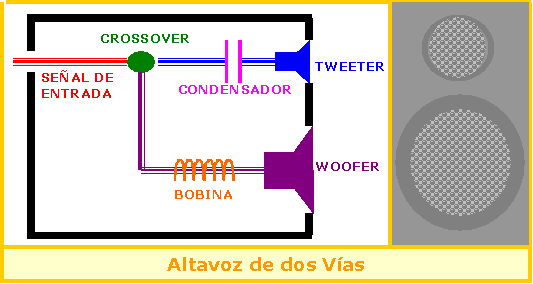
Ejemplo de diseño de altavoz de 2 vías